# Choerodon frenatus
Choerodon frenatus är en fiskart som beskrevs av Ogilby, 1910. Choerodon frenatus ingår i släktet Choerodon och familjen läppfiskar. IUCN kategoriserar arten globalt som livskraftig. Inga underarter finns listade i Catalogue of Life.